# Городская управа (Владивосток)
Городская управа — памятник архитектуры XIX века, здание бывшей городской управы, в историческом центре города Владивосток, по почтовому адресу: Светланская улица, дом № 57. 
Здание сегодня является объектом культурного наследия Российской Федерации.

## История
Строительство здания по проекту архитектора Владимира Григорьевича Мооро началось в 1884 году. Возводили его немецкие купцы — братья Генрих Вильгельм и Эдуард Рихард Дикманы. Вскоре компания «Дикман и К°» закрыло своё отделение во Владивостоке и недостроенное здание перешло в собственность доверенного предприятия — Иоганна Лангелитье, который достроил дом к 1886 году. В нём размещались магазины, контора и квартиры служащих торгового дома «Иоганн Лангелитье и К°». В 1895 году Лангелитье, испытывая финансовые затруднения, продал здание городским властям и в нём разместились Городская управа, Дума Владивостока, городской общественный банк, городская библиотека и, с 1907 года, городская телефонная станция.         
В 1923 году Владивостокский горисполком переехал в другие помещения и здание было полностью передано телефонной станции.
В 1938 году по проекту известного владивостокского архитектора А. И. Порецкова был надстроен третий этаж здания.
В 2000-х годах в ходе современной реконструкции был надстроен мансардный этаж.  

## Архитектура
Стилистически здание тяготеет к неоклассицизму, что проявляется в трёхчастной композиции фасадов, характерном декоре и пластической проработке штукатуренных стен. Первоначально здание было Г-образное в плане, кирпичное, имело два этажа. Первый этаж выделен двумя широкими подоконными поясами. Его отличает массивность, достигнутая за счёт широкого, без декора цоколя и больших окон, усиленных архивольтами. Верхние этажи, в противовес, кажутся лёгкими. Узкие вытянутые окна второго этажа украшены треугольными сандриками, а полуциркулярные окна третьего — замковым камнем. Доминантой главного фасада является массивный балкон с балюстрадой, находящийся над центральным окном первого этажа. Над третьим этажом расположен широкий массивный венчающий карниз с кронштейнами. Современный мансардный этаж немного выбивается из общей стилистики, однако здание по прежнему органично вписывается в архитектурную среду Светланской улицы и благодаря своему угловому положению вместе со зданием бывшего доходного дома Л. Штейнбаха акцентирует перекрёсток Светланской и Лазо.                      